# Camp Acadèmia

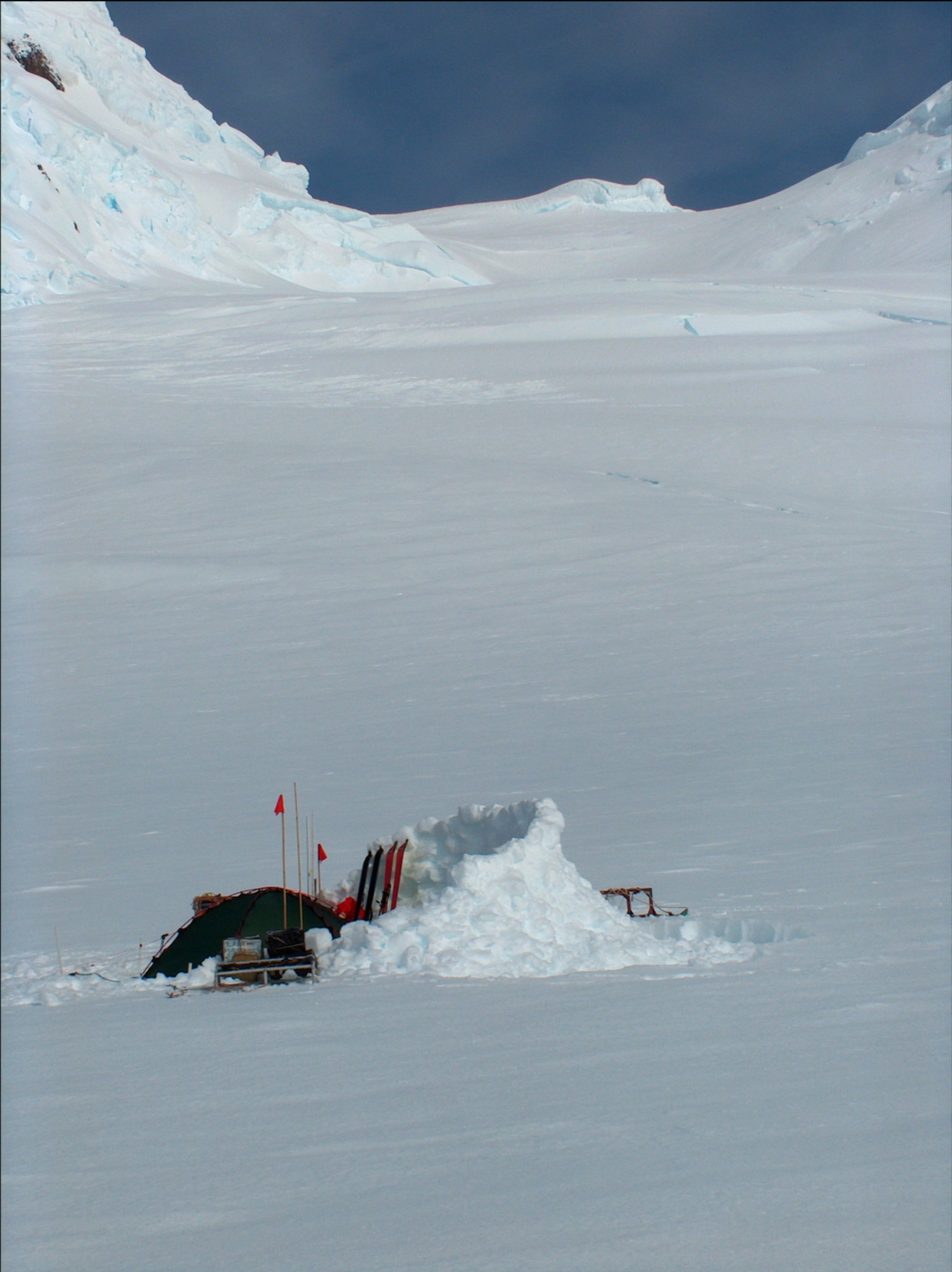
Camp Acadèmia i Collada Catalana

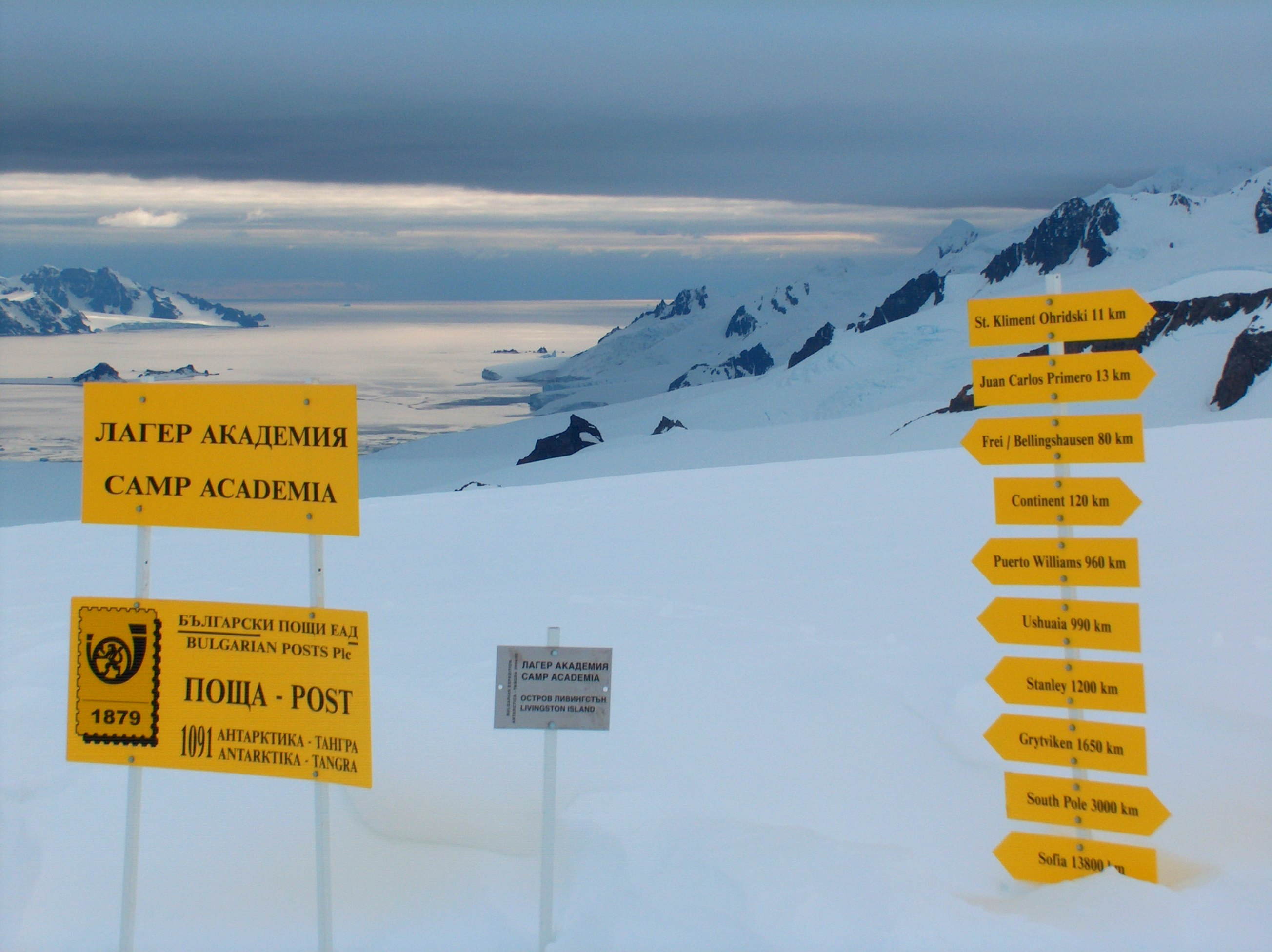
L'oficina de correus Tangra 1091

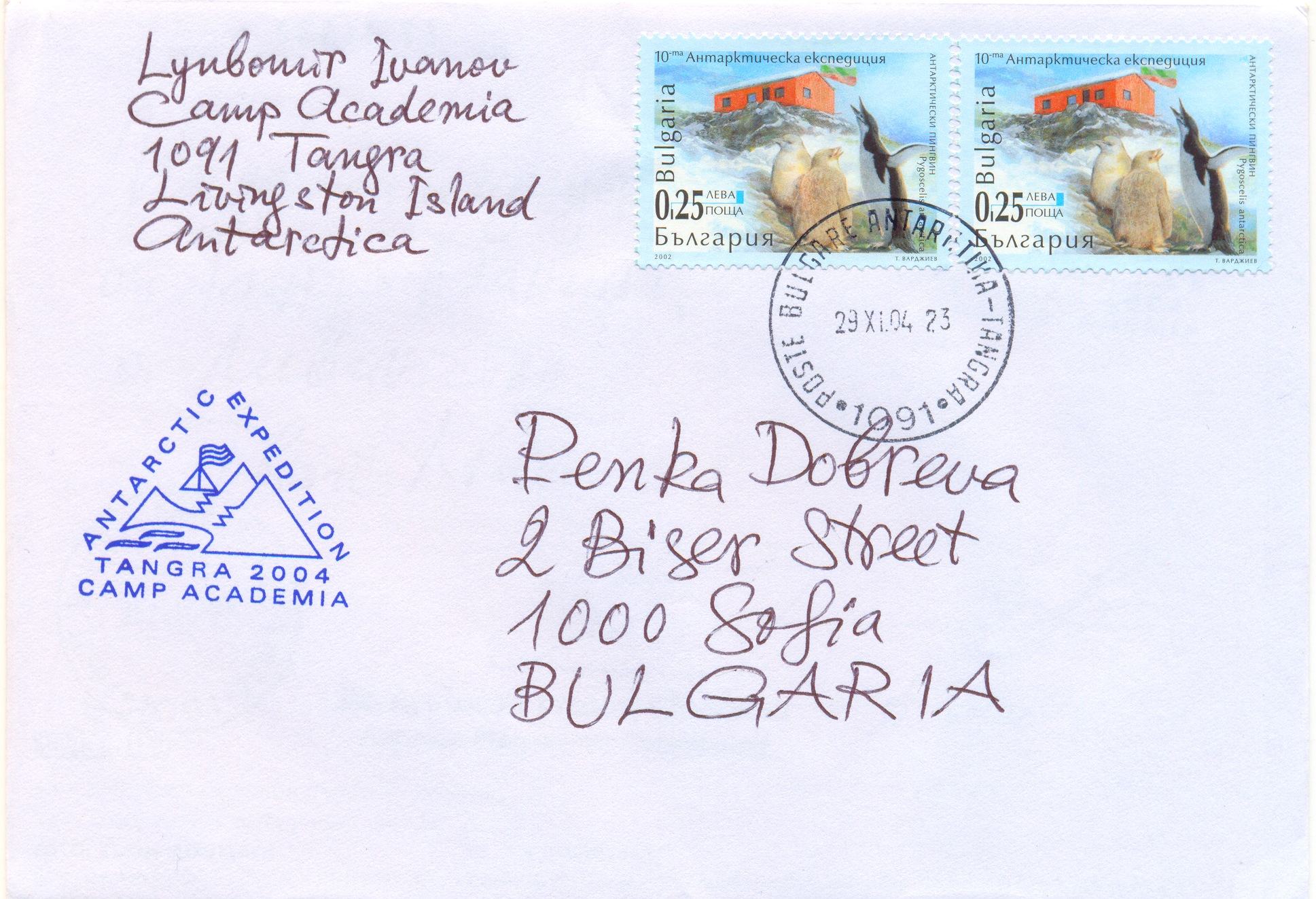
Una carta de Livingston

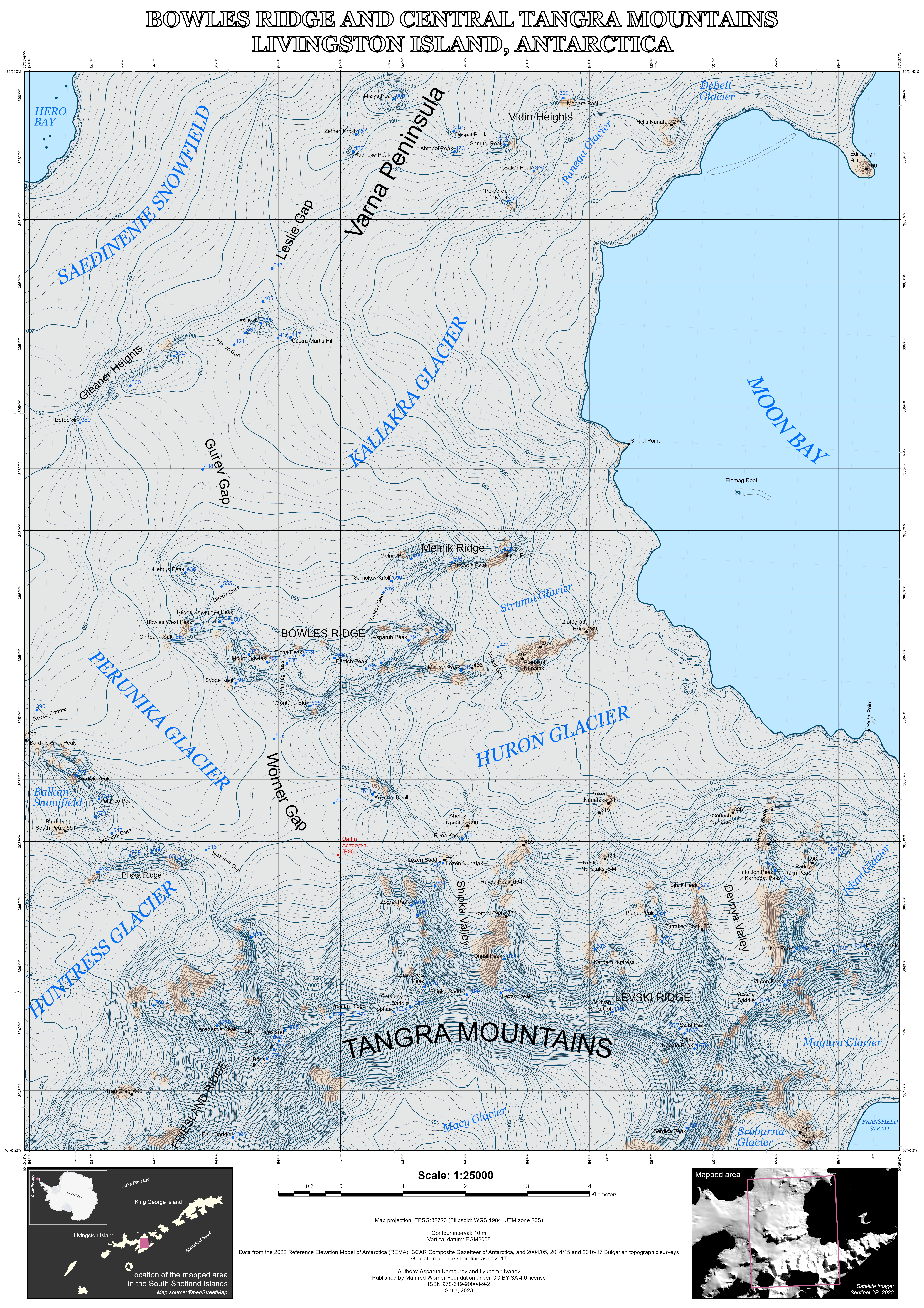
Topographic map of eastern Livingston Island featuring Camp Academia

El Camp Acadèmia (en búlgar Лагер Академия, Làger Akadémiya) (62°38′41,9″ latitud sud, 60°10′18,3″ longitud oest) és una localitat geogràfica a l'illa Livingston, de les illes Shetland del Sud, a l'Antàrtida, anomenat en honor de l'Acadèmia Búlgara de Ciències i la seva contribució a l'exploració antàrtica.

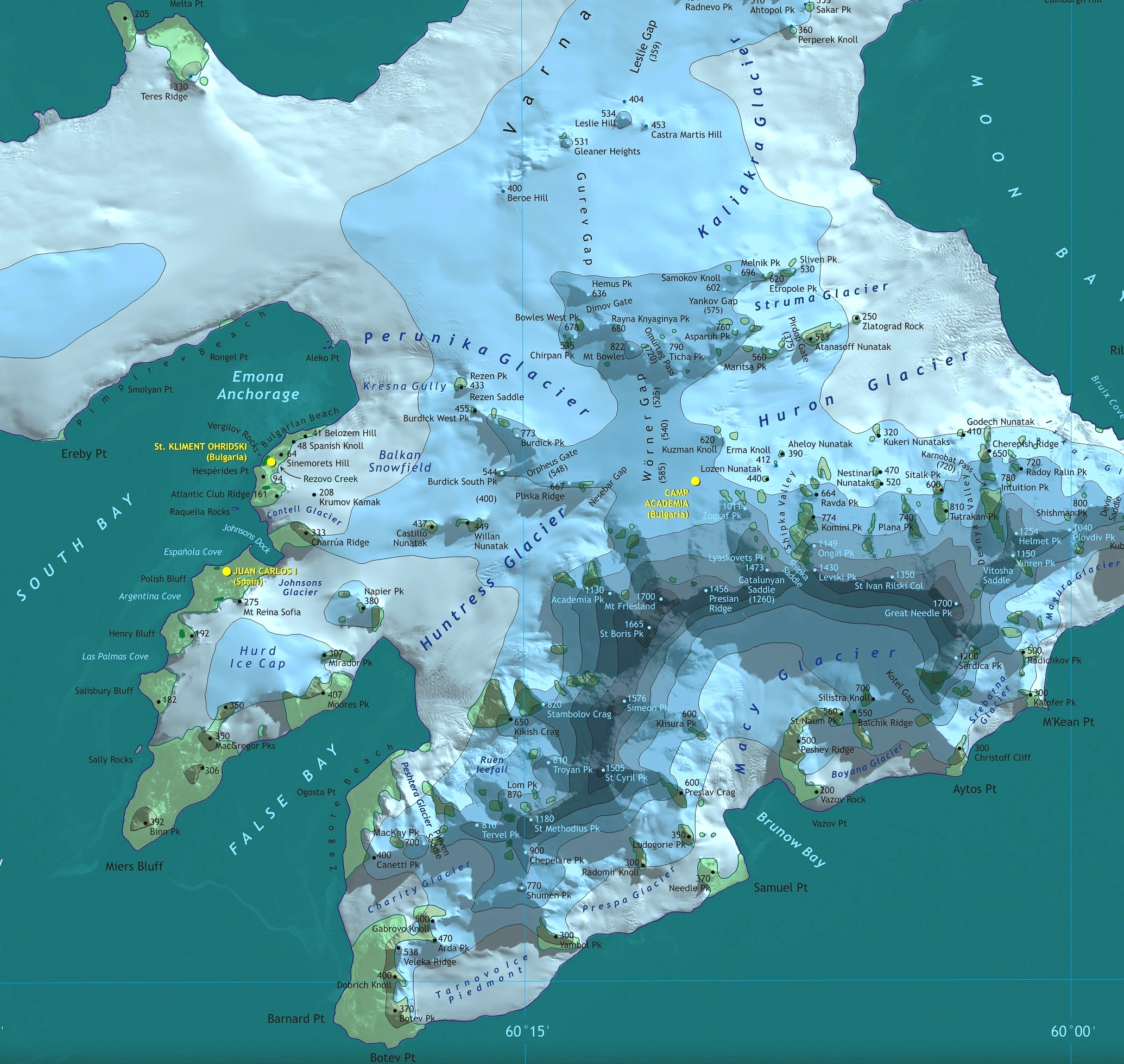
La regió central de l'illa Livingston amb el Camp Acadèmia i les bases Sant Climent d'Ohrid i Joan Carles I

El lloc està situat estratègicament a la part alta de la glacera Huron, prop del pic de Zograf, a la Muntanya de Tangra central, a una elevació de 541 m. El Camp Acadèmia es connecta amb la base búlgara de Sant Climent d'Ohrid per mitjà d'una ruta terrestre d'11 km, i amb la base antàrtica espanyola de Joan Carles I per mitjà d'una ruta de 12,5 km.
El Camp Acadèmia ofereix accés convenient, pel sud, a la Muntanya de Tangra; pel nord, a les àrees de la serralada Bowles, les alçades Vidin, la glacera Kaliakra i el camp de neu de Saedinénie; per l'est, a la glacera Huron, i per l'oest a les serralades Pliska i Burdick i les glaceres Perunika i Huntress.
El lloc va ser ocupat per primera vegada per l'expedició topogràfica búlgara Tangra 2004/05, des del 3 de desembre del 2004 fins al 2 de gener del 2005. La informació geogràfica s'obtenia de les àrees remotes de l'illa Livingston i l'illa Greenwich, 150 llocs geogràfics es van mapar per primera vegada, i un mapa topogràfic nou de les dues illes va publicar el 2005. El Camp Acadèmia va ser designat com l'oficina de correus Tangra 1091 d'estiu des de 2004, la divisió més meridional del Correu Búlgar.

## Mapes
- L.L. Ivanov et al, Antarctica: Livingston Island, South Shetland Islands (from English Strait to Morton Strait, with illustrations and ice-cover distribution), 1:100000 scale topographic map, Antarctic Place-names Commission of Bulgaria, Sofia, 2005 (anglès)
- L.L. Ivanov. Antarctica: Livingston Island and Greenwich, Robert, Snow and Smith Islands. Scale 1:120000 topographic map. Troyan: Manfred Wörner Foundation, 2009. ISBN 978-954-92032-6-4 (anglès)
- A. Kamburov and L. Ivanov. Bowles Ridge and Central Tangra Mountains: Livingston Island, Antarctica. Scale 1:25000 map. Sofia: Manfred Wörner Foundation, 2023. ISBN  978-619-90008-6-1 (anglès)